# Jack Nowell
Jack Thomas Nowell (Truro, 11 aprile 1993) è un rugbista a 15 britannico, internazionale per l'Inghilterra, che gioca come utility back con gli Exeter in English Premiership.

## Biografia
Nowell iniziò a giocare a livello professionistico nel 2011 con gli Exeter Chiefs. Nel gennaio 2012, durante la partita di Challenge Cup disputata contro i Cavalieri Prato, subì un infortunio al ginocchio che lo tenne fuori dal campo per il resto della stagione. Fu durante la stagione successiva che riuscì ad esprimere il suo potenziale, collezionando 11 presenze in Premiership e segnando due mete, oltre a ricevere un riconoscimento per le sue prestazioni in Coppa Anglo-Gallese. Nel frattempo, con la nazionale inglese under-20, vinse il Sei Nazioni 2013 e lo stesso anno fu pure l'autore di una meta nella finale del campionato mondiale giovanile vinta 23-15 contro i pari età del Galles, contribuendo alla prima vittoria inglese del trofeo.
Jack Nowell debuttò con la nazionale maggiore in occasione della prima partita del Sei Nazioni 2014 giocata a Saint-Denis contro la Francia, e fu un tre quarti ala titolare durante tutte e cinque le partite del torneo. Convocato per la Coppa del Mondo di rugby 2015, con le tre mete messe a segno nella partita della fase a gironi vinta 60-3 contro l'Uruguay divenne il sesto giocatore inglese a segnare tre o più mete nella storia della competizione.

## Palmarès
- Premiership: 2
Exeter Chiefs: 2016-17, 2019-20
- Coppe Anglo-Gallesi: 1
Exeter Chiefs: 2013-14
- Champions Cup: 1
Exeter: 2019-20